# Wysoka Braniewska
Wysoka Braniewska (niem. Hogendorf)– wieś w Polsce położona w województwie warmińsko-mazurskim, w powiecie braniewskim, w gminie Płoskinia.
W latach 1975–1998 miejscowość administracyjnie należała do województwa elbląskiego. Wieś znajduje się w historycznym regionie Warmia.
We wsi okazały dwór z końca XIX w. z piętrowym ryzalitem z podcieniem. Przy drodze kamienne drogowskazy z początku XX w.